# Philip Madoc
Pour les articles homonymes, voir Philip Jones, Madoc et Jones.
Philip Madoc (5 juillet 1934 - 5 mars 2012) est un acteur britannique.

## Biographie
Philipp Madoc est né le 5 juillet 1934 à Merthyr Tydfil, au Pays de Galles. C'est un acteur connu des téléspectateurs britanniques pour avoir joué des rôles comme celui du commissaire Tate dans Target (en) ainsi que de nombreux rôles de méchants dans Docteur Who. Il est apparu de plus très régulièrement comme guest star dans des séries comme Chapeau melon et bottes de cuir, Cosmos 1999, Le Saint et bien d'autres encore.
Il a joué également au cinéma dans Le Secret du rapport Quiller, Les Daleks envahissent la Terre ou plus récemment[évasif] Mafia rouge.
Il est décédé le 5 mars 2012, dans un hôpital du Hertfordshire.

## Filmographie

### Cinéma
- 1961 : On the Fiddle, de Cyril Frankel : soldat à Black Rock (non crédité)
- 1965 : Cyclone à la Jamaïque (A High Wind in Jamaica), d'Alexander Mackendrick : un garde civil
- 1965 : L'Espion qui venait du froid (The Spy Who Came in from the Cold), de Martin Ritt : un officier allemand
- 1965 : Opération Crossbow (Operation Crossbow), de Michael Anderson : un officier de police allemand
- 1966 : Les Daleks envahissent la Terre (Daleks' Invasion Earth: 2150 A.D.), de Gordon Flemyng : Brockley
- 1966 : Le Secret du rapport Quiller (The Quiller Memorandum), de Michael Anderson : l'homme au pantalon marron
- 1967 : Le Cercle de sang (Berserk !), de Jim O'Connolly : Lazlo
- 1968 : Le chat croque les diamants (Deadfall), de Bryan Forbes : un directeur de banque
- 1969 : Assassinats en tous genres (The Assassination Bureau), de Basil Dearden : un officier
- 1969 : Danger, planète inconnue (Journey to the far side of the Sun), de Robert Parrish : docteur Pontini
- 1970 : Hell Boats, de Paul Wendkos : le capitaine du schnellboot
- 1971 : Dr Jekyll et Sister Hyde (Dr. Jekyll and Sister Hyde), de Roy Ward Baker : Byker
- 1973 : Bequest to the Nation, de James Cellan Jones : un capitaine français
- 1974 : En voiture, Simone (Soft Beds, Hard Battles), de Roy Boulting : Weber
- 1975 : Sept hommes à l'aube (Operation: Daybreak), de Lewis Gilbert : un interprète
- 1985 : Zina, de Ken McMullen : Léon Trotski
- 2000 : Best, de Mary McGuckian : Jimmy Murphy
- 2003 : Mafia rouge, de James Bruce : Grandpa Marcus

### Télévision
- 1961 : The Sunday-Night Play : Lieutenant Schleicher (Saison 3, épisode 8 : Cross of Iron)
- 1962 : Top Secret : Pedro (Saison 2, épisode 4 : The Death of Stefano)
- 1962 : Top Secret : informateur (Saison 2, épisode 12 : Escape to Danger)
- 1962 : Armchair Theatre : … (Saison 4, épisode 58 : Nothing to Pay)
- 1962 : Out of This World : George Mathias (Saison 1, épisode 13 : Target Generation)
- 1962 : The Sunday-Night Play : un garde (Saison 3, épisode 50 : Six Men of Dorset)
- 1962 : The Monsters : Richard
- 1963 : Maigret : Popaul (1 épisode)
- 1964 : ITV Play of the Week : John (1 épisode)
- 1964 : Catch Hand : Hooker (1 épisode)
- 1964 : The Count of Monte Cristo (en) : Fernand
- 1965 : Cluff : Saul Farrer (1 épisode)
- 1965 : Moulded in Earth : Justin Peele
- 1965 : The Big Spender : Trevor
- 1965-1966 : Dixon of Dock Green : M. Stewart et Sydney Calvert (2 épisodes)
- 1966 : The Power Game : Ted Newark (3 épisodes)
- 1966 : The Baron : Frank Oddy (1 épisode)
- 1966 : Redcap (en) : Sergent Rees (1 épisode)
- 1967 : Le Saint : Alzon (1 épisode)
- 1968 : The Gambler : Marquis de Grieux
- 1968 : L'Homme à la valise : Docteur Forsyth (2 épisodes)
- 1968 : The Tyrant King : Scarface (6 épisodes)
- 1969 : Doctor Who : sérial « The Krotons » Eelek (4 épisodes)
- 1969 : Doctor Who : sérial « The War Games » Le seigneur de Guerre (10 épisodes)
- 1962-1969 : Chapeau melon et bottes de cuir : Eric Van Doren (5 épisodes)
- 1969 : The Champions : Angel Martes (1 épisode)
- 1969 : Detective : Ernest Jackson (1 épisode)
- 1969 : Randall and Hopkirk : Rawlins (1 épisode)
- 1969 : The Mark Two Wife : Badanski
- 1969 : The Spy Killer : Gar
- 1970 : Manhunt (en) : Lutzig (4 épisodes)
- 1970 : Z-Cars : Burroughs (4 épisodes)
- 1970-1971 : UFO, alerte dans l'espace : Steven Rutland et capitaine Steven (3 épisodes)
- 1971 : Le Dernier des Mohicans (The Last of the Mohicans) : Magua
- 1971 : Paul Temple : Humphrey Dean (1 épisode)
- 1971 : Jason King : Hoffman (1 épisode)
- 1966-1971 : The Troubleshooters : Ignace Mattzini (2 épisodes)
- 1972 : New Scotland Yard : Belmont (1 épisode)
- 1973 : Woodstock : Trusty Tomkins
- 1973 : The Rivals of Sherlock Holmes : Dimitri Wolkinski (1 épisode)
- 1973 : The Regiment : Capitaine Pomeroy (1 épisode)
- 1973 : Dad's Army : un capitaine de U-Boat (1 épisode)
- 1974 : The Zoo Gang : Paul Sabot (1 épisode)
- 1974 : Armchair Cinema (1 épisode)
- 1974 : The Inheritors : Elliott Morris
- 1975 : Mutiny
- 1975 : R3 (en) : Cobham (1 épisode)
- 1973-1975 : Barlow at Large : Rizzi (3 épisodes)
- 1975 : The Goodies : un officier des Douanes (1 épisode)
- 1975 : Regan (The Sweeney) : Détective Pettiford (1 épisode)
- 1975 : Cosmos 1999 : Commandant Gorski (1 épisode)
- 1965-1975 : Public Eye (série) : Dammon (3 épisodes)
- 1975 : Porridge : Williams (1 épisode)
- 1975 : Poldark : Sir Henry Bull (1 épisode)
- 1976 : Doctor Who : sérial « The Brain of Morbius »: Le Docteur Solon (4 épisodes)
- 1976 : Alien Attack : Commandant Anton Gorski
- 1976 : Crown Court : Sergent Hobbs (1 épisode)
- 1976 : BBC2 Playhouse : Ted (1 épisode)
- 1976 : Survivors (en) : Max Kershaw (1 épisode)
- 1977 : Another Bouquet : Docteur Evan Lewis
- 1977 : The Good Life : M. Snetterton (1 épisode)
- 1978 : Hawkmoor : Vicar Davyd (1 épisode)
- 1977-1978 : Target (en) : Commissaire en chef Tate (17 épisodes)
- 1978 : Emmerdale Farm : Paul Pargrave
- 1978 : Doctor Who : sérial « The Power of Kroll » : Fenner (4 épisodes)
- 1980 : Flickers : Jack Brewer
- 1981 : The Life and Times of David Lloyd George : David Lloyd George (9 épisodes)
- 1982 : Ennal's Point : Jack Tustin (épisodes)
- 1984 : Hilary : George
- 1985 : Mussolini: The Untold Story : Bucchini
- 1986 : If Tomorrow Comes : Alberto Fornati
- 1986 : Monte Carlo : Général Propersi
- 1987 : The Ronnie Corbett Show : divers rôles
- 1987 : Fortunes of War : Freddie von Flugel
- 1988 : La Mémoire dans la peau : Pierre D'Armacourt
- 1988 : A Very British Coup : Fison
- 1991-2002 : A Mind to Kill (en) : Noel Bain (21 épisodes)
- 1992 : Casualty : Mike (1 épisode)
- 1994 : Moonacre : Sir Benjamin
- 1998 : First Born : Lancing
- 1998 : Macbeth, de Michael Bogdanov : Duncan
- 2000 : Thin Ice (en) : Maître principal
- 2001 : Fun at the Funeral Parlour : Docteur Treaves
- 2002 : The Biographer : Butler
- 2002 : High Hopes (en) : Aneurin Snoddy (1 épisode)
- 2003 : Doctors : Ted Schaefer (1 épisode)
- 2003 : Spine Chillers : Docteur Loebner (1 épisode)
- 2004 : He Knew He Was Right : QC
- 2004 : London (en) : Geoffrey of Monmouth
- 2007 : Inspecteur Barnaby : Owen Jenkins (1 épisode)

### Voix Off
- Y Mabinogi : Gwydion